# Colombier (Neuchâtel)
Pour les articles homonymes, voir Colombier.
Colombier est une localité et une ancienne commune suisse du canton de Neuchâtel, située dans la région Littoral. Depuis 2013, elle fait partie de la commune de Milvignes.

## Géographie

Vue aérienne (1954).

Colombier mesure 4,52 km2. 41,2 % de cette superficie correspond à des surfaces d'habitat ou d'infrastructure, 39,4 % à des surfaces agricoles, 18,8 % à des surfaces boisées et 0,7 % à des surfaces improductives.

## Population

### Gentilé et surnom
Les habitants de la commune se nomment les Colombinois[source insuffisante].
Ils sont surnommés les Roille-Bots et les Sujets.

### Démographie
Colombier compte 5 547 habitants fin 2023. Sa densité de population atteint 1227 hab./km2.
Le graphique suivant résume l'évolution de la population de Colombier entre 1850 et 2008 :

## Histoire
Quatre campements lacustres du néolithique et de l'âge du bronze ont été découverts à Colombier. Sous le château actuel, une des plus grandes villas romaines en Suisse a été découverte et fouillée en 1840–42 par Frédéric Dubois de Montperreux.
Colombier est mentionné en 1228 sous le nom de Columbier.
Le 1er janvier 2013, la commune de Colombier a fusionné avec les communes d'Auvernier et Bôle pour donner naissance à la nouvelle commune de Milvignes.

## Culture et patrimoine

### Héraldique
| Blason | Blasonnement : De gueules à la croix d'argent cantonnée, en chef, de deux colombes du même. |

### Monuments et curiosités

#### Le château
Le château de Colombier est un site occupé en permanence depuis près de 2 000 ans. Palais romain, résidence aristocratique, château-fort, siège domanial et établissement militaire se sont en effet succédé à cet endroit,. Jean-Jacques Rousseau y a brièvement résidé au XVIIIe siècle. À partir de 1824, le château abrite une caserne pour les milices cantonales, avant d'être utilisée par l'armée suisse et de devenir place d'armes fédérale en 1877. Les parties anciennes sont mises sous protection au titre de monument historique depuis 1905.
En 1954, un musée militaire est aménagé (présentant des collections d'armes et d'uniformes), suivi en 1955 par un musée des toiles peintes (rappelant l'industrie des indiennes à l'origine de la prospérité de la région au XVIIIe siècle). Ils sont actuellement fermés.

#### Le Manoir du Pontet

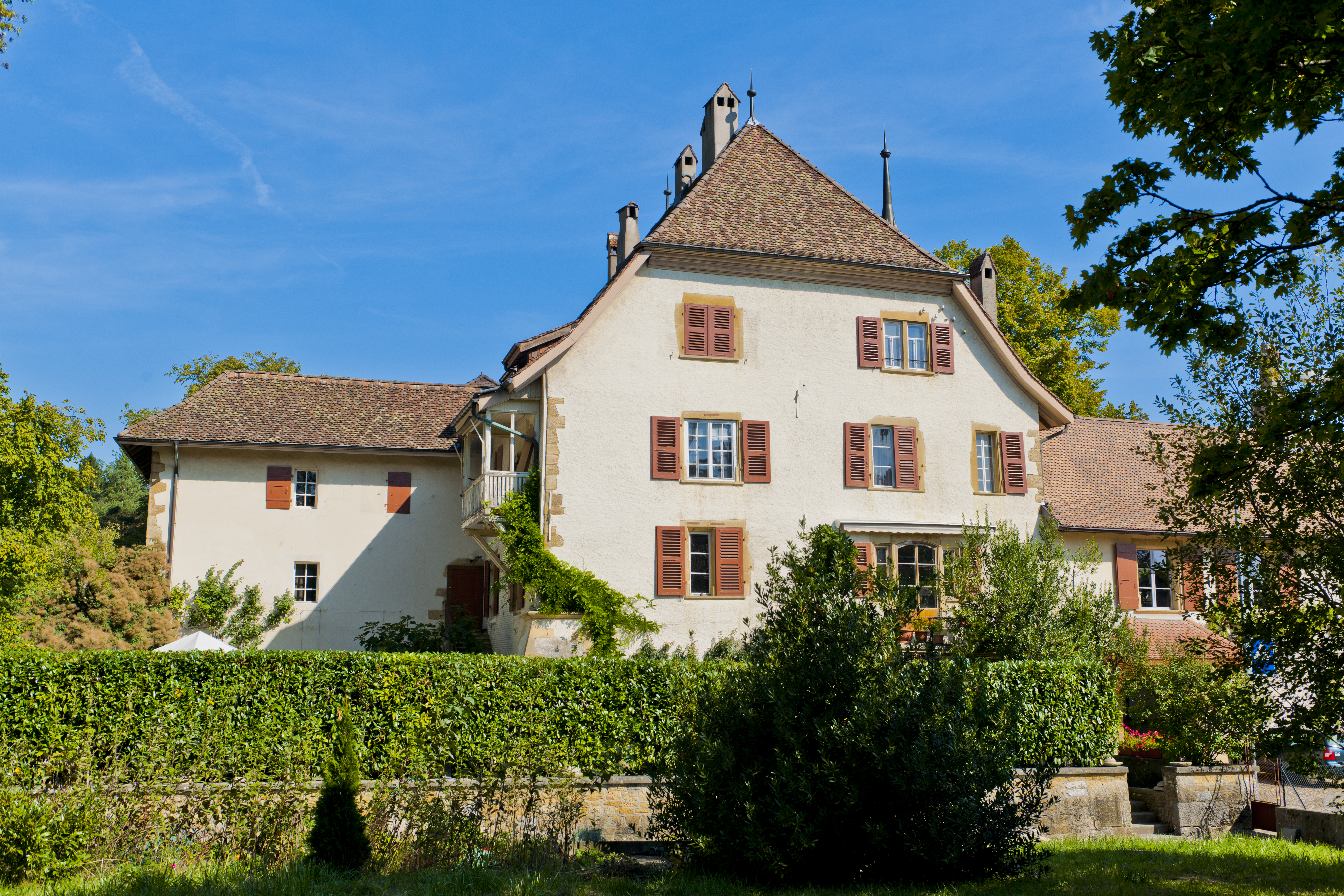
Manoir Le Pontet de Isabelle de Charrière et Béat Louis de Muralt à Colombier.

Le « Manoir du Pontet » est une gentilhommière qui se dresse depuis le XVIIe siècle dans une petite dépression au nord du village de Colombier. En 1606, le gouverneur Jacques Vallier cède en effet une maison rurale en mauvais état à Abraham Mouchet, capitaine et receveur de Colombier qui l’agrandit et la transforme en une belle propriété viticole. L'élégante tourelle d'escalier qui dessert la maison d’habitation porte encore la date 1614. Divers travaux sont attestés en 1626-27, parmi lesquels l'aménagement d’une grande galerie au-dessus de l'entrée de la cour et la clôture du jardin par un mur à créneaux. Depuis le milieu du XVIIe siècle, le grand corps d’habitation et ses annexes (grange, grenier, pressoir, caves et écuries) délimitent une cour sur trois côtés, des dispositions qui n’ont pas fondamentalement changé, malgré les nombreux propriétaires qui se sont succédé. L'ensemble bénéficie d’une protection au titre de monument historique depuis 1979. Le décor de la galerie a été restauré en 2007-08.
À plusieurs reprises, le « Manoir du Pontet » a constitué un environnement propice à la création littéraire, puisqu'il a abrité l'écrivain bernois Béat-Louis de Muralt (1665-1749), avant d’accueillir dès 1771 son homologue d’origine hollandaise, Isabelle de Charrière, née Isabella van Tuyll van Serooskerken, surnommée dans sa jeunesse Belle de Zuylen (1740-1805). S’il est séduisant d’imaginer la femme de lettres recevant ses amis dans le salon au beau décor en trompe-l’œil, l’histoire des styles contredit malheureusement cette légende. Les ornements Empire datent en effet de la première moitié du XIXe siècle.

#### La propriété du Bied

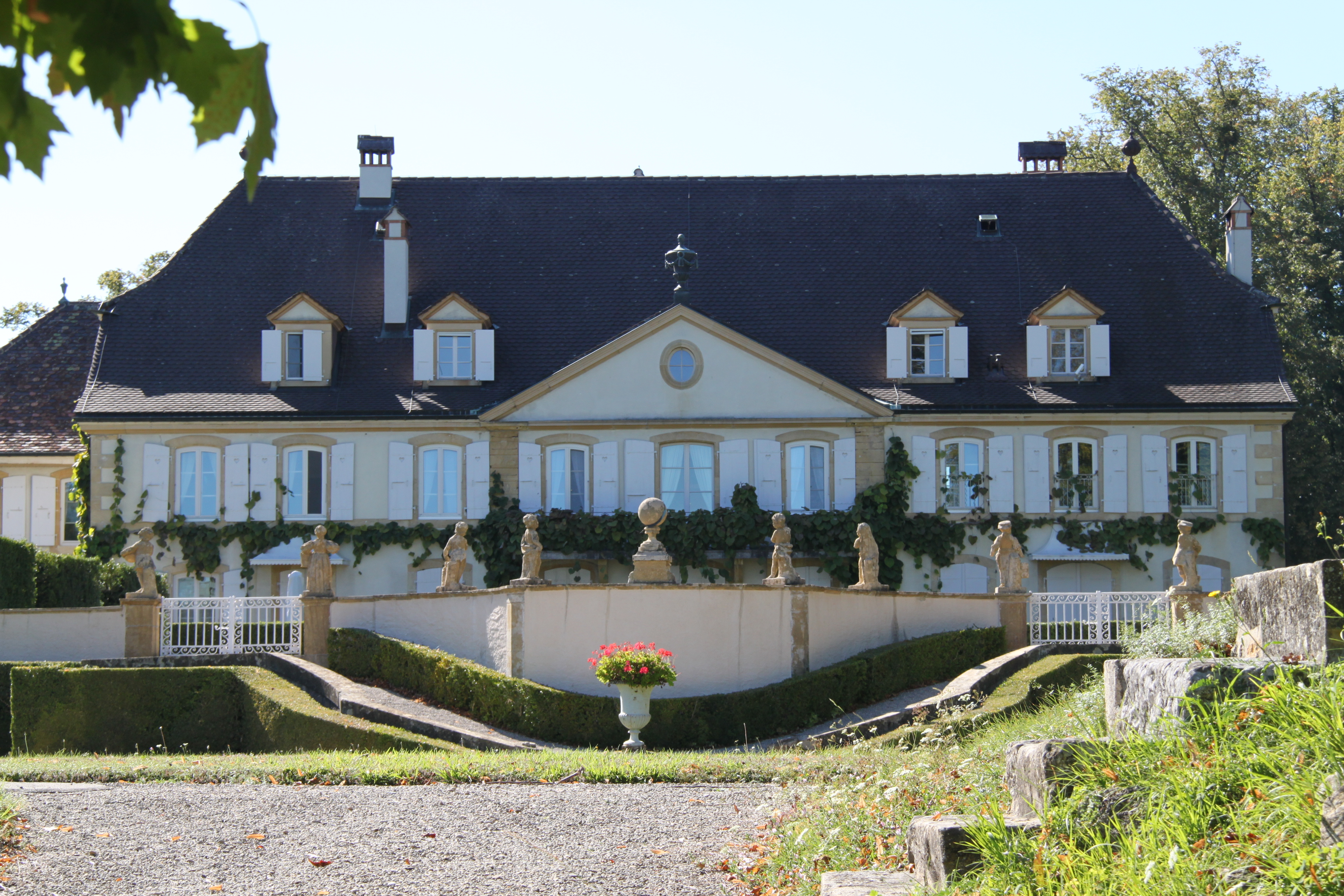
La maison de maître du Bied.

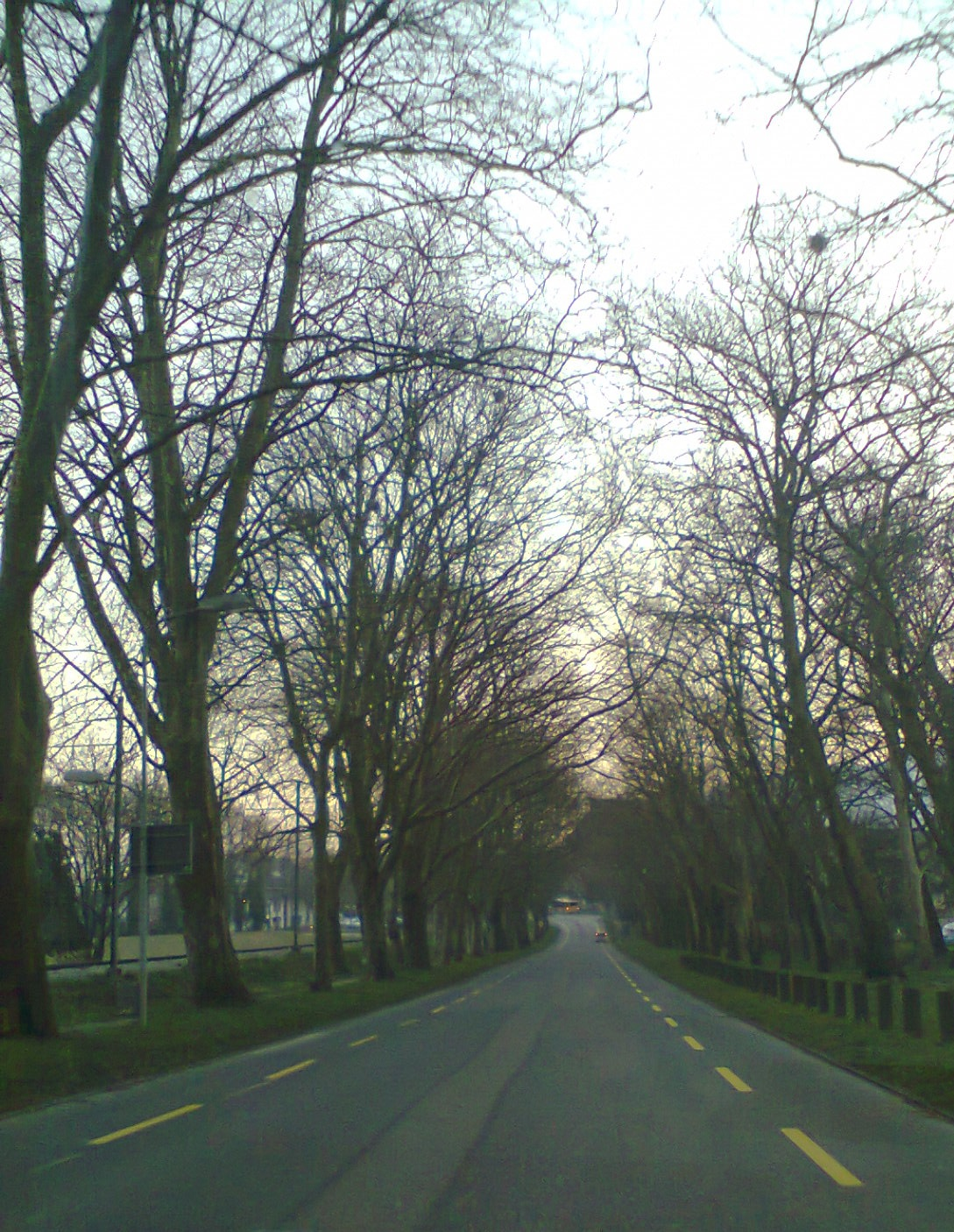
Colombier, Les allées

Construite dans la plaine de l’Areuse en 1739 – agrandie en 1756 et dotée d'une annexe en 1774 –, la maison de maître du Bied est le dernier témoin d'un site entièrement voué à la production d'indiennes, une industrie florissante dans la région neuchâteloise au XVIIIe et au début du XIXe siècle,. Édifiée en bordure du lac pour Jean-Jacques Deluze, fondateur de la manufacture de toiles peintes, elle se situait au cœur d’une douzaine de dépendances industrielles aujourd’hui disparues à l’exception d’un rural. Elle jouissait d’un jardin ornemental à la française dont l’aménagement en terrasse et les parterres ont été restitués en 1928 dans un esprit proche de leur état originel et restauré en 1996-99. Le bâtiment principal et ses abords sont mis sous protection au titre de monument historique depuis 1975.

### Architecture scolaire
L’histoire des écoles de Colombier est celle d’une succession de constructions cherchant à répondre à l’essor démographique du village, tout en reflétant l’importance et le soin accordés par les autorités locales à l’enseignement.

L'ancienne école construite en 1871-72 et reconvertie en poste au début du XXe siècle, actuelle maison de commune

#### Collège de la rue Haute
Après avoir disposé de classes dans une maison villageoise (rue Haute no 29), la Commune fait édifier en 1871-72 ce qui est alors considéré comme l’un des plus beaux bâtiments scolaires du canton. Il s’agit du « collège de la rue Haute » (rue Haute no 20, actuelle maison de commune) dont les plans sont conçus par l’architecte cantonal Alphonse Droz et la réalisation confiée à son confrère Léo Châtelain. Alliant maçonnerie et pierre de taille, l’architecture affiche la fonction publique de l’édifice, alors que la distribution et l’équipement des locaux témoignent des mutations en cours, en matière d’éclairage et de salubrité notamment.

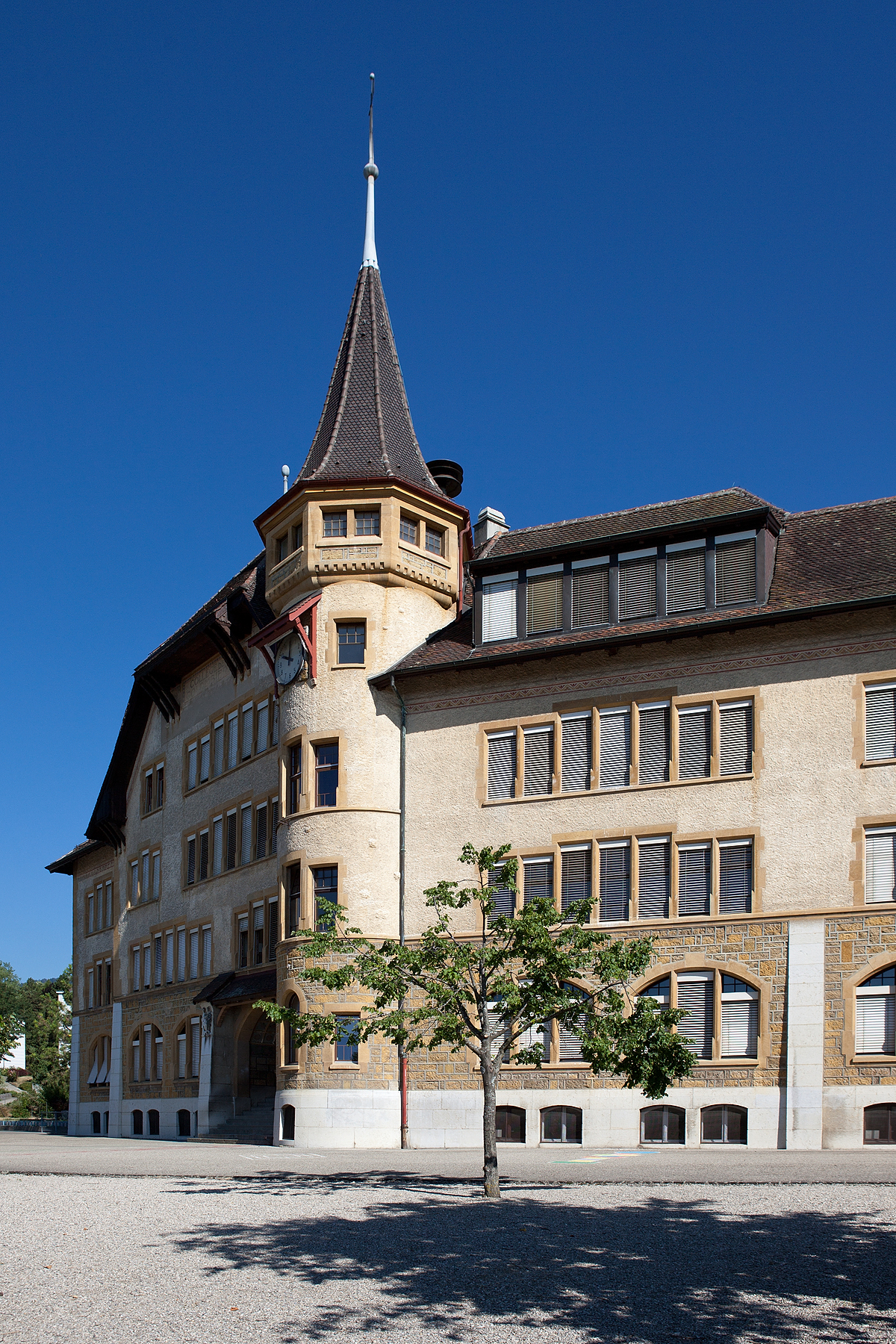
Collège des Vernes 1907-08

#### Collège des Vernes

Vers 1915, le collège des Vernes se trouve encore en limite du village

En 1908, le « collège de la rue Haute » est supplanté par le « collège des Vernes », un bâtiment qui constitue la synthèse des progrès réalisés en matière de construction scolaire au début du XXe siècle. Cette construction, qui se veut « modèle », n’abrite plus uniquement des salles de classe, mais propose une variété de locaux spécialisés destinés à l’enseignement des travaux à l’aiguille, du dessin, des sciences naturelles, des travaux manuels et de la gymnastique. La direction des écoles et la commission scolaire disposent également de leur propre espace, de même que la bibliothèque et les collections scolaires, sans oublier les vestiaires, les WC et lavabos et les salles de bains, qui doivent contribuer à répandre les préceptes hygiénistes en vogue au début du XXe siècle. Lauréat du concours architectural organisé en 1904-05, l’architecte bernois Edouard Joos réalise en 1907-1908 un exemple très parlant d’architecture Heimatstil. Avec ses grandes toitures, le recours au calcaire local et la tourelle qui permet de créer un angle obtus, le maître d’œuvre évite l’écueil de la barre ou « caserne » scolaire et multiplie les références à l’architecture du XVIe siècle du pied du Jura.

#### Cescole
En réponse à la réforme de l’enseignement scolaire de 1962, une loi acceptée par le peuple en 1963, les communes d'Auvernier, de Bevaix, de Bôle, de Boudry, de Colombier et de Cortaillod s’entendent pour édifier un groupe scolaire regroupant les élèves des quatre dernières années d’école obligatoire quelle que soit la filière choisie. Lauréat d’un concours organisé en 1965, l’architecte chaux-de-fonnier Jean-Pierre Horni conçoit une architecture résolument moderne et en adéquation avec la « nouvelle école » des années 1960. Réalisé en plusieurs étapes 1967-69 (partie nord-est) et 1970-72 (partie sud-ouest), l’ensemble scolaire est complété dès l’inauguration par une première salle de gymnastique et un appartement de fonction. Il faudra par contre attendre plus de dix ans pour voir l’achèvement du second centre sportif, abritant une salle de gymnastique, un bassin de natation et un logement de service. Exploitant avec subtilité les possibilités offertes par l’architecture alvéolaire, en gradins et en peigne, l’ensemble s’insère avec délicatesse dans le site et les proportions de ses « pavillons » s’adaptent à la fonction et aux usagers. La mise en œuvre des matériaux laissés bruts participe à l’esthétique de l’ensemble, tout en répondant aux attentes de sobriété et de modernité. À ce titre, le collège de Cescole fait partie des plus intéressantes réalisations scolaires de l’après-guerre de la région neuchâteloise,,.

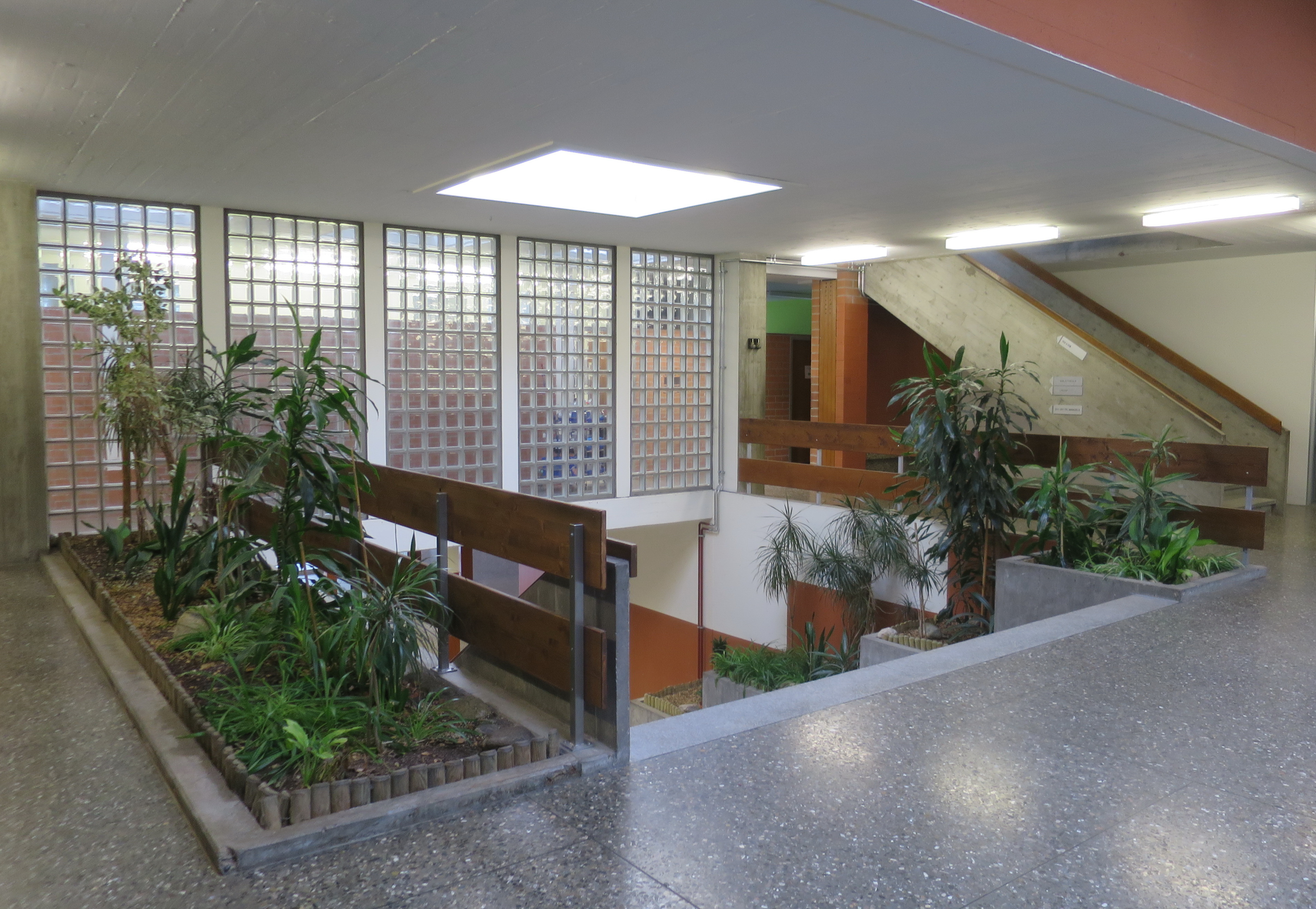
Cescole 1967-72, intérieur

En 2001, une extension complète l’ensemble au sud, une réalisation du bureau GD architectes, lauréat d’un concours restreint. Par son gabarit, sa volumétrie, son architecture et ses matériaux, la nouvelle construction s’inscrit dans la continuité du projet initial, tout en utilisant un langage contemporain.

### Autres constructions
- Collège des Mûriers réalisé en 2004-05 par le bureau d’architecture GMS, de même que la crèche La Citrouille construite en 2005 par l’architecte André Kuenzi[19].

## Transports

Gare du régional (actuel tram du littorail) vers 1899

- Autoroute A5 Yverdon-les-Bains - Neuchâtel - Bienne
- Ligne de tram 215 Neuchâtel (Place Pury) - Boudry, construite en 1892[21].
- Ligne de bus 120 Neuchâtel (gare) - Rochefort
- Ligne ferroviaire Saint-Gall - Bienne - Neuchâtel - Lausanne
- Ligne ferroviaire Bâle - Bienne - Neuchâtel - Genève
- L'aérodrome, dit de "Colombier", se trouve en fait sur le territoire de Boudry. Bien que son adresse postale soit à Colombier. Il a été construit en 1927[21].

## Loisirs
Colombier possède plusieurs installation pour les loisirs. Il y a un skatepark, un anneau d'athlétisme, un terrain de football, une salle de grimpe, un terrain militaire, une plage avec location de paddles et pédalos et une piscine.